# NGC 1782
NGC 1782 је расејано звездано јато у сазвежђу Златна риба које се налази на NGC листи објеката дубоког неба.
Деклинација објекта је - 69° 23' 32" а ректасцензија 4h 57m 51,2s. Привидна величина (магнитуда) објекта NGC 1782 износи 10,5 а фотографска магнитуда 10,8. NGC 1782 је још познат и под ознакама ESO 56-SC36.